# Konstal PN
Konstal WPK i PN – przegubowy tramwaj powstały poprzez połączenie wagonów N i ND ze względu na małą pojemność dotychczasowo produkowanych pojazdów. Przebudową pojazdów zajmowały się głównie warsztaty zakładów komunikacji miejskiej.

## Historia
Chorzowskie warsztaty zbudowały 7 pojazdów WPK w latach 1962 i 1963. Pozostałe 4 powstały w fabryce Konstal.
W Warszawie zbudowano 11 pojazdów PN, co oznaczało Przegubowy Normalizowany. Warszawskie wagony PN zbudowane w 1963 roku nie były udane, dlatego w II połowie lat 60. po pożarach tych tramwajów skasowano 2 pierwsze egzemplarze. Pozostałych 9 sztuk sprzedano w latach 1969–1970 do Poznania, gdzie przyjęto dla nich taką samą nazwę. Służba na poznańskich ulicach jedynie potwierdziła opinię o tej konstrukcji jako o nieudanej i wszystkie egzemplarze zezłomowano w latach 1971 (jeden) oraz 1973.
W roku 1962 w Bydgoszczy zmontowano jedyną wersję wąskotorową oznaczoną numerem 75. W 1974 roku w wyniku wypadku wagon ten został skreślony ze stanu taboru liniowego.

## Konstrukcja
Dwa wagony zostały połączone dwoma przegubami, między które wstawiono dodatkowy niewielki segment. Nie opierał się on na szynach, lecz na usztywnionych w pionie przegubach, dzięki czemu umożliwiał swobodę ruchu względem siebie w poziomie obu skrajnych członów, a także zwiększał pojemność tramwaju.
Tramwaj był jednokierunkowy. Zamontowano w nim wiele elementów pochodzących z tramwaju 13N, m.in. miękkie siedzenia zwrócone przodem do kierunku jazdy i harmonijkowe drzwi otwierane automatycznie. WPK miały również ściany pomostów pochodzące od 13N. W większości PN pozostawiono stare czoła. Układy pomocnicze niskiego napięcia czerpały prąd z akumulatorów, bowiem wagon nie miał przetwornicy. Zastosowano nowocześniejszy pulpit, a korbę nastawnika zmieniono na kierownicę samochodową. Pojazd ten miał jednak opinię wadliwego. Duże problemy sprawiała m.in. elastyczna osłona przejść międzywagonowych, która potrafiła zapalić się od iskier z pantografu.
Bydgoski pojazd nr 75 uważany był za bardzo udany. Przez wiele lat był jedynym przegubowcem. W przeciwieństwie do warszawskich, 75 posiadał ścianę zwykłego 5N, jednak trochę zaokrągloną.

## Dostawy
| Państwo        | Miasto                 | Typ            | Lata dostaw    | Liczba | Numery taborowe |       |
| -------------- | ---------------------- | -------------- | -------------- | ------ | --------------- | ----- |
| Polska         | Bydgoszcz              | 2PN            | 1962           | 1      | 75              | [ 4 ] |
| Polska         | konurbacja górnośląska | WPK            | 1962–1963      | 11     | 701–711         | [ 5 ] |
| Polska         | Warszawa               | PN             | 1962–1963      | 11     | 0-601–0-611     | [ 6 ] |
| Łączna liczba: | Łączna liczba:         | Łączna liczba: | Łączna liczba: | 23     |                 |       |